# يو بي أس الرحلة 1354
يو بي أس الرحلة 1354 كانت طائرة من نوع إيرباص إيه 300 (تسجيل :N155UP) التي تحطمت قرب مطار برمنغهام الدولي في ولاية ألاباما جنوب الولايات المتحدة في 14 أغسطس 2013 ، الطائرة التي كانت قادمة من مطار لويزفيل الدولي في ولاية كنتاكي توفي طاقمها المتكون من شخصين .

## الطائرة
الطائرة المنكوبة كانت من نوع إي 300-أف4-622 أر و تحمل رقم تسجيل N155UP ، صنعت سنة 2003 و سُلمت لشركة يو بي أس في فبراير 2004 كطائرة جديدة تماما . عند التحطم كانت الطائرة قد وصلت لمدة 11,000 ساعة طيران، قي 6800 رحلة .